# Ferrari Berlinetta Boxer
Ferrari Berlinetta Boxer — серія середньомоторних спортивних автомобілів, що випускалися італійською компанією Ferrari з 1973 по 1984 роки.

## 365 GT4 BB

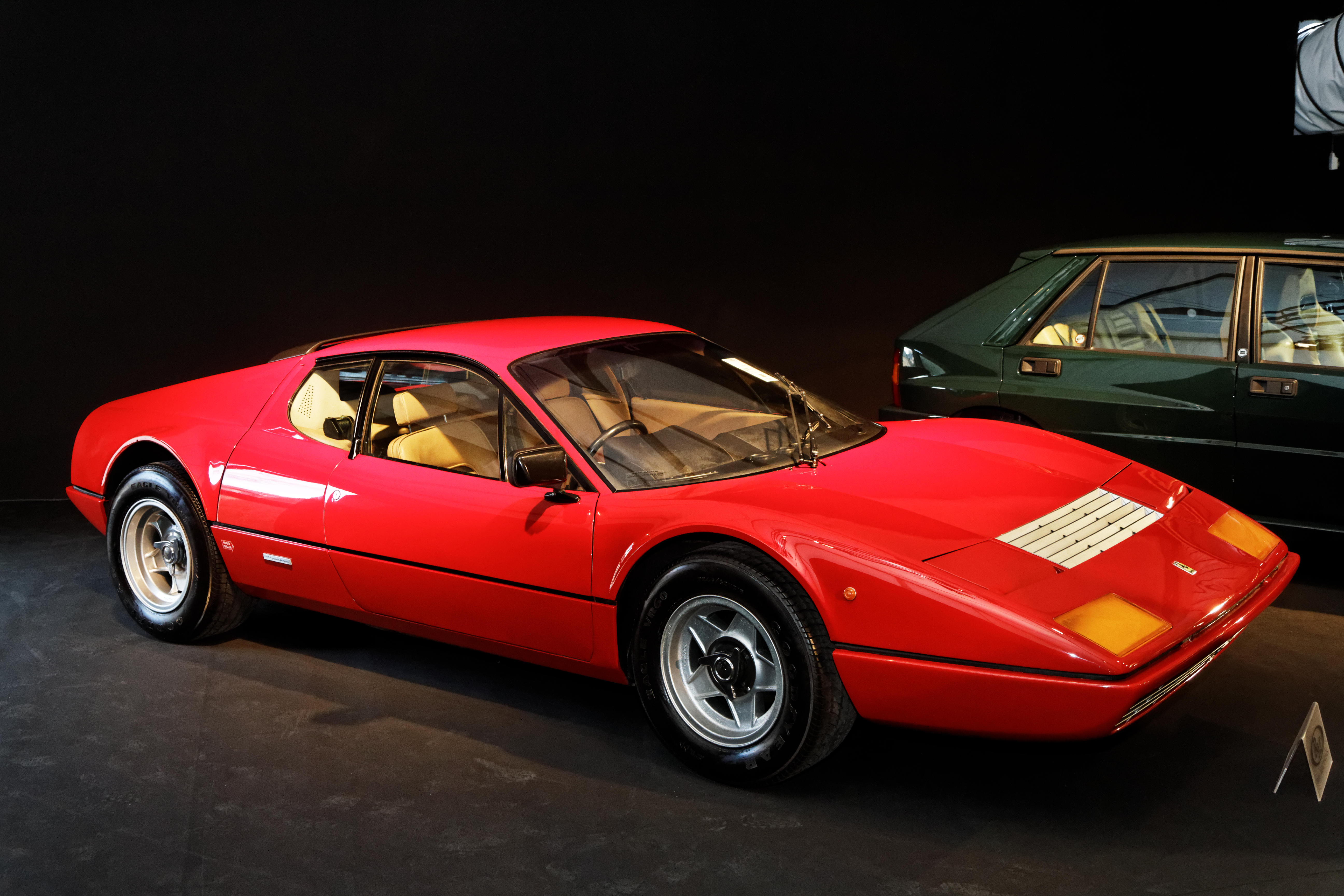
Ferrari 365 GT4 BB

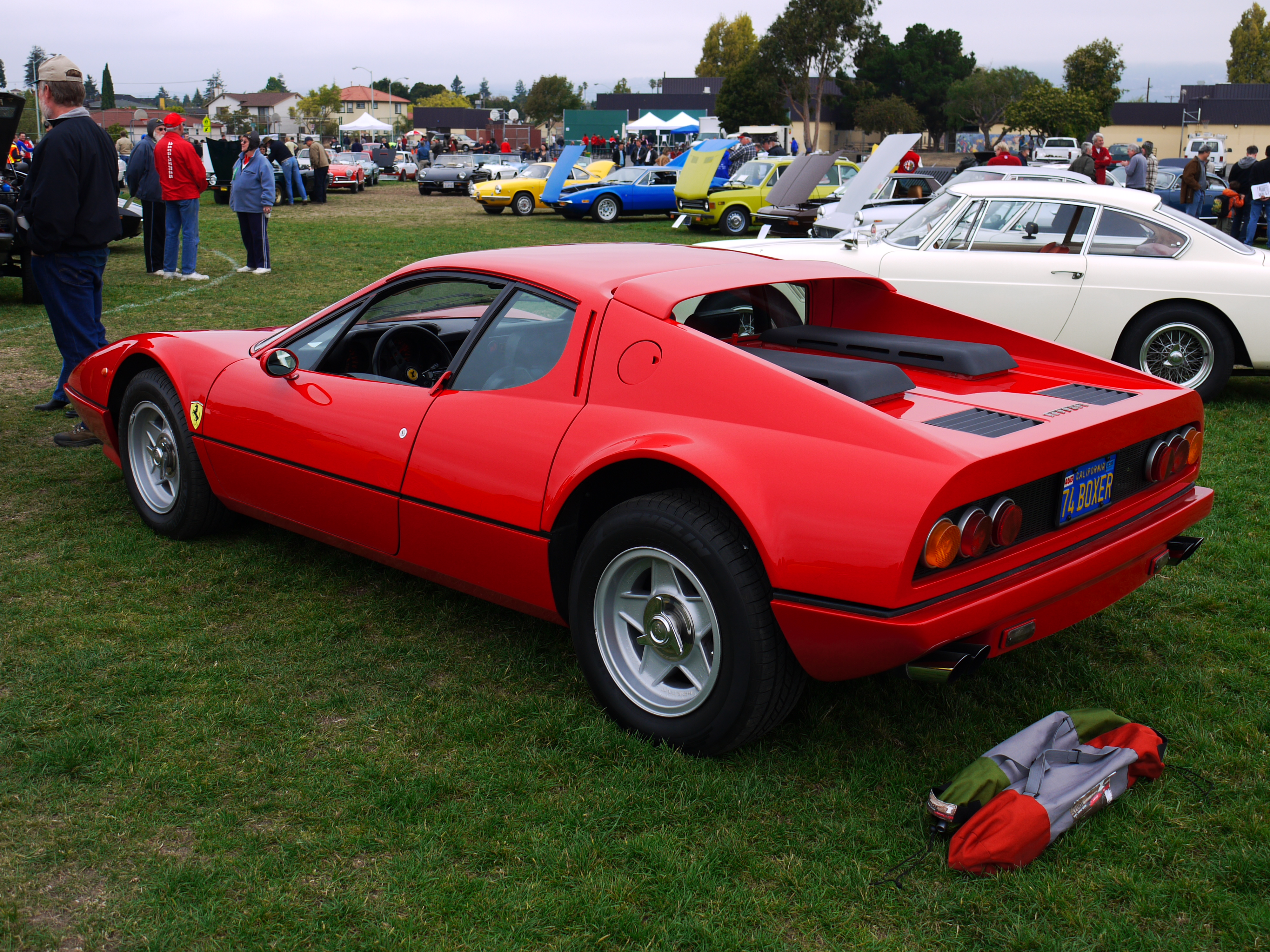

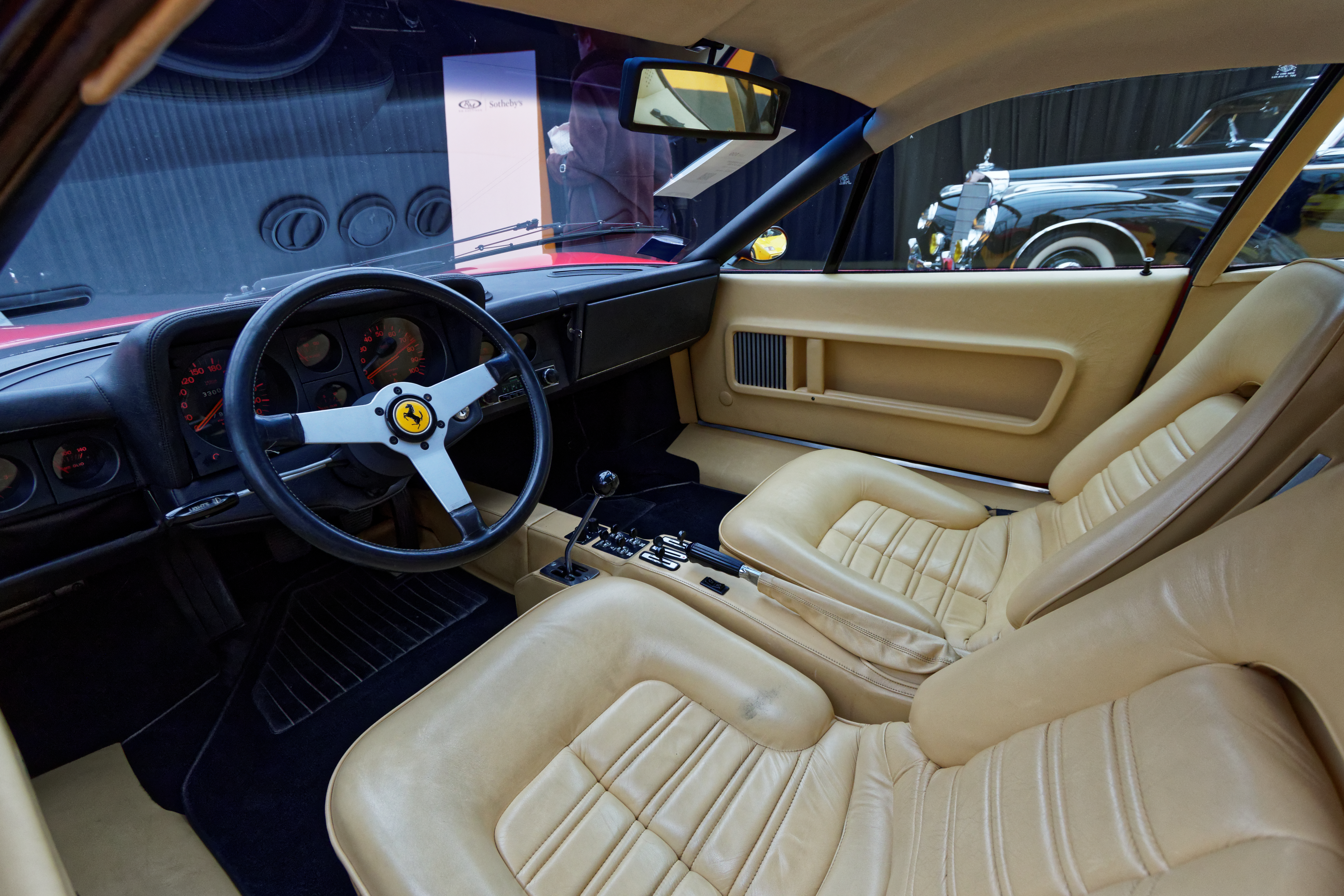

Перший «боксер» був представлений на автосалоні Туріну в 1971 році.
Модель мала дводверний двомісний кузов типу купе із заднім розташування двигуна.
Двигун, хоч і мав внутрішню структуру, схожу з моделлю 365 GTB, був новим. Це був 12-циліндровий опозитний мотор типу «Boxer».
Діаметр циліндра 81 мм, хід поршня 71 мм, робочий об'єм 4390 см3.
Система живлення карбюраторна. Ступінь стиснення 8,8:1, потужність 344 к.с. при 7200 об/хв (у 365-ї було ~ 350 к.с. при 7500 об/хв), а крутний момент становив 409 Нм при 3900 об/хв.
Швидкість машини становила 303 км/год, від 0 до 100 км/год вона розганялася за 5,4 секунди.

### Двигуни
- 4.4 L F102A Flat-12 344 к.с. при 7200 об/хв 409 Нм при 3900 об/хв

## 512 BB

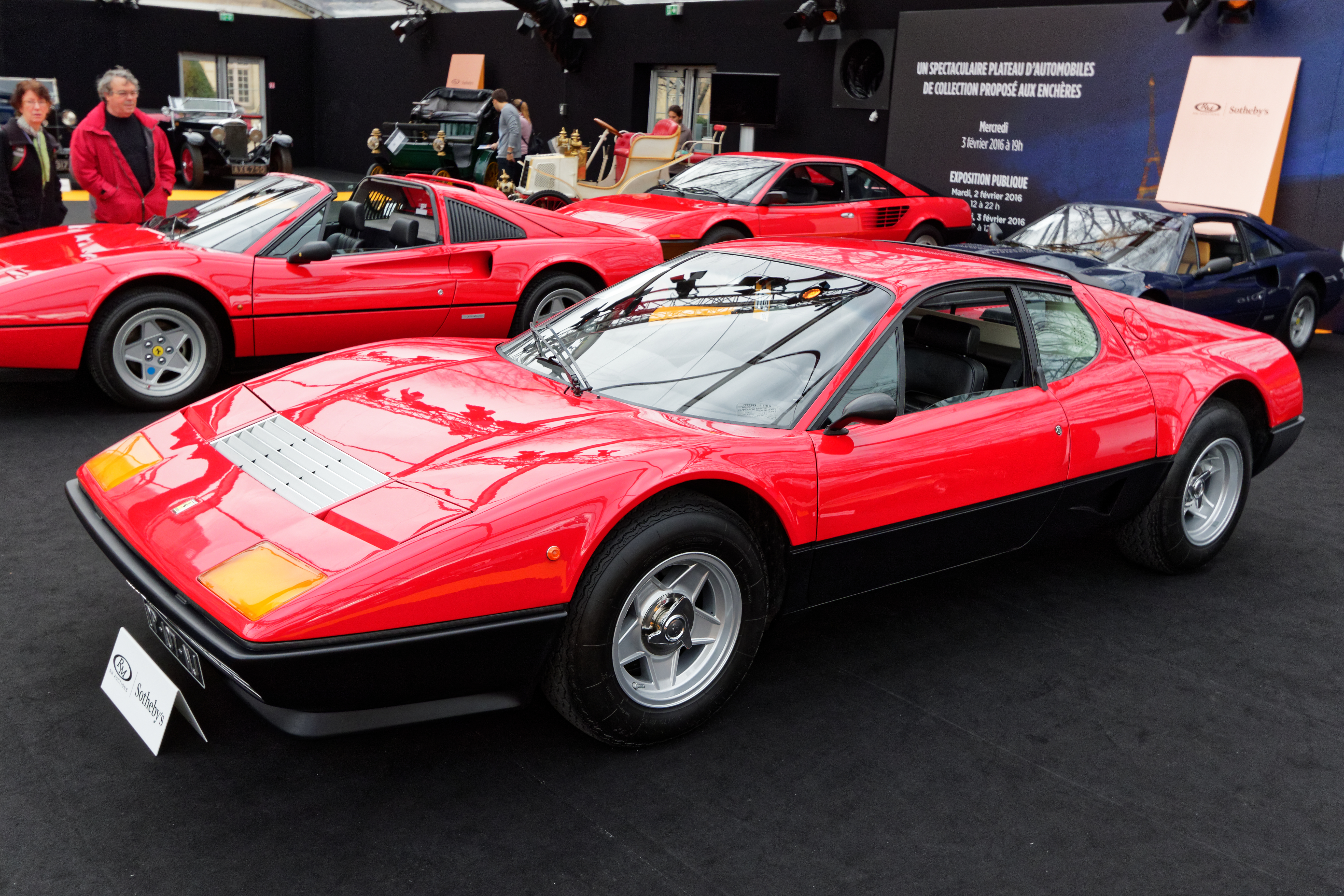
Ferrari 512 BB

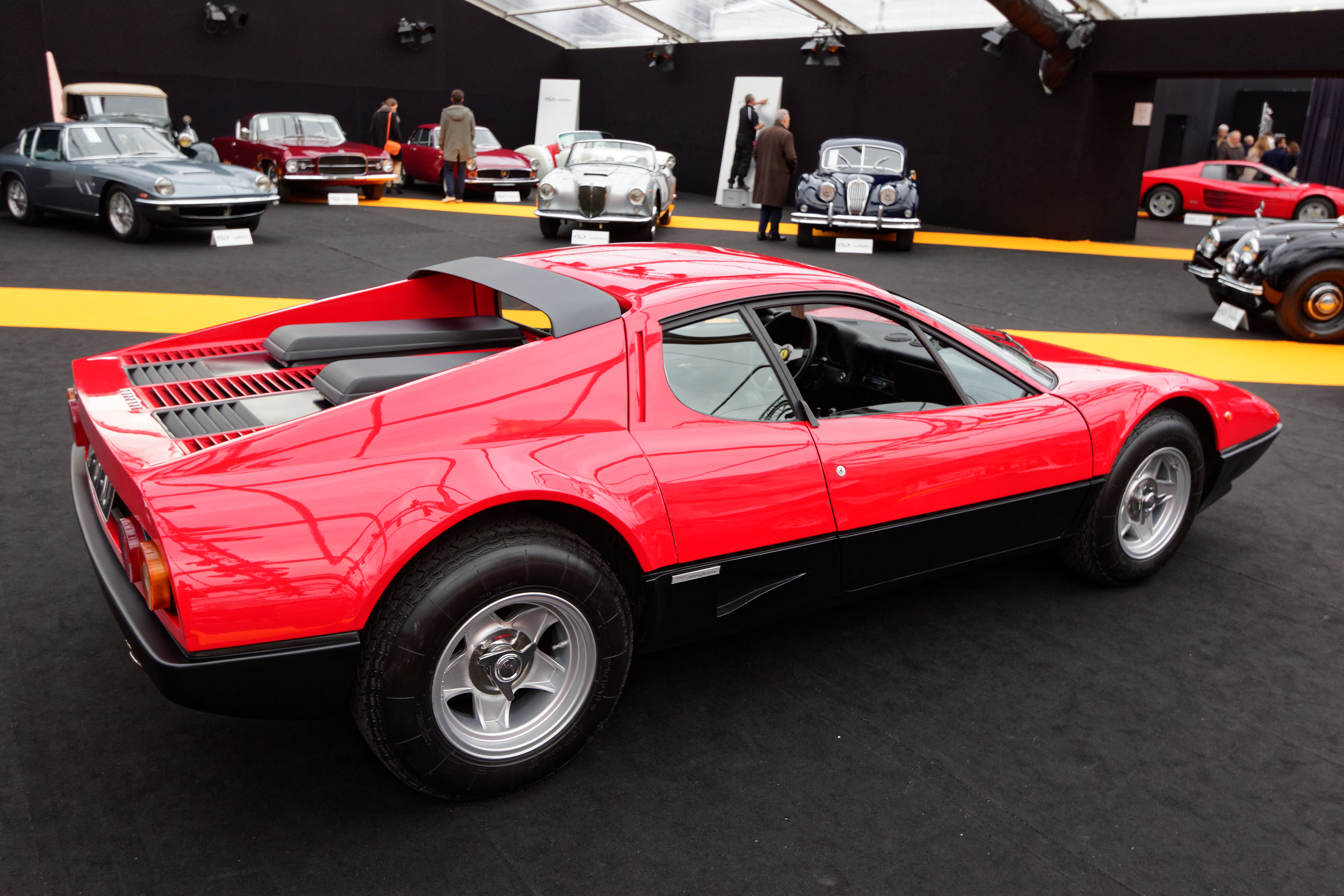
Ferrari 512 BB

На моделі 512 BB, представленої в 1976 році, стояв мотор із збільшеним до 4942 см3 робочим об'ємом (діаметр циліндра 82 мм, хід поршня 78 мм).
Ступінь стиснення було збільшено до 9,2:1, потужність 360 к.с. при 7000 об/хв. Крутний момент становив 451 Нм при 4600 об/хв.
Система живлення залишилася карбюраторною, з 4-ма Weber 40 IF3C.

### Двигуни
- 4.9 L F102B F-12 360 к.с. при 7000 об/хв 451 Нм при 4600 об/хв

## 512i BB

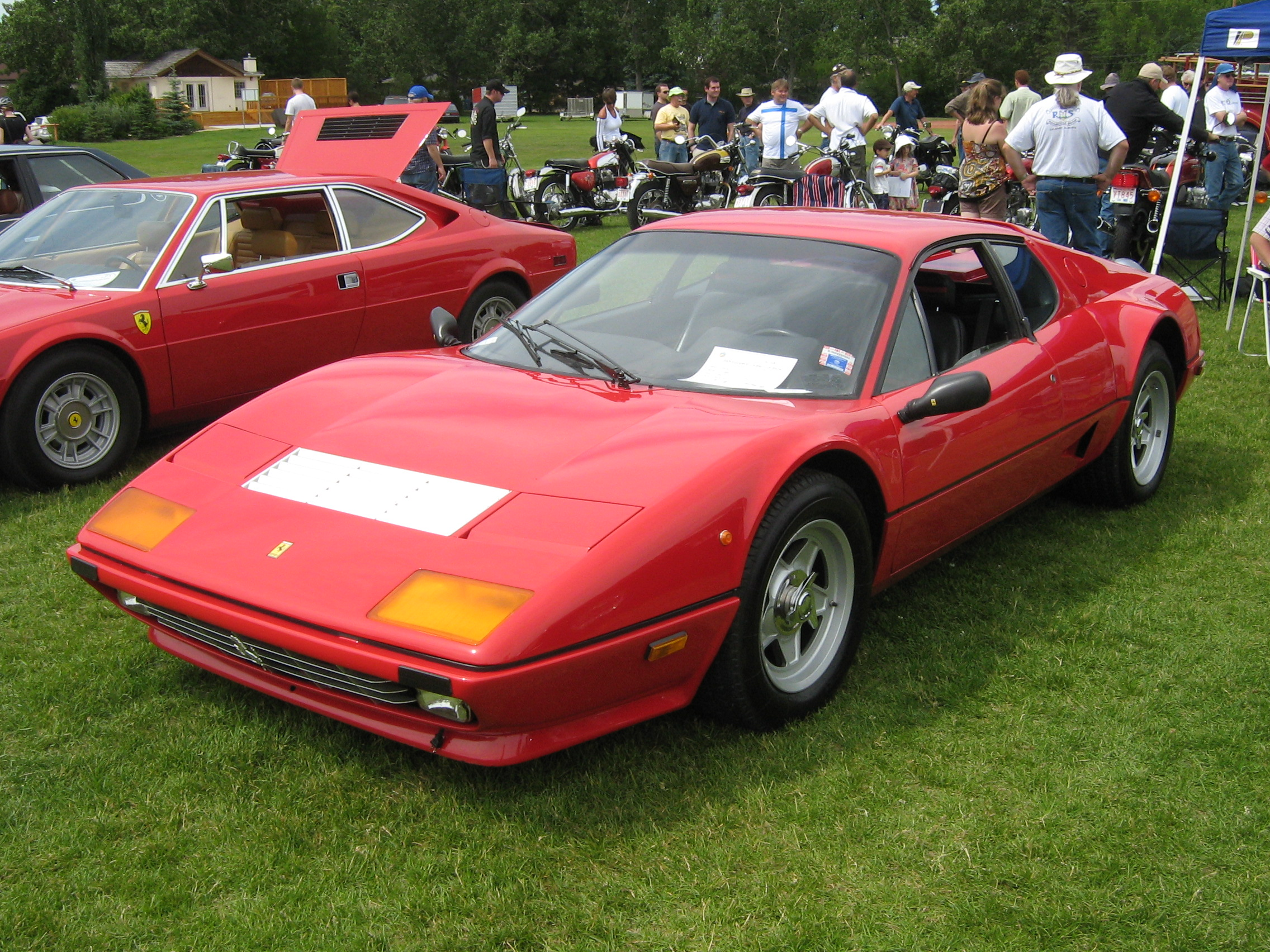
Ferrari 512i BB

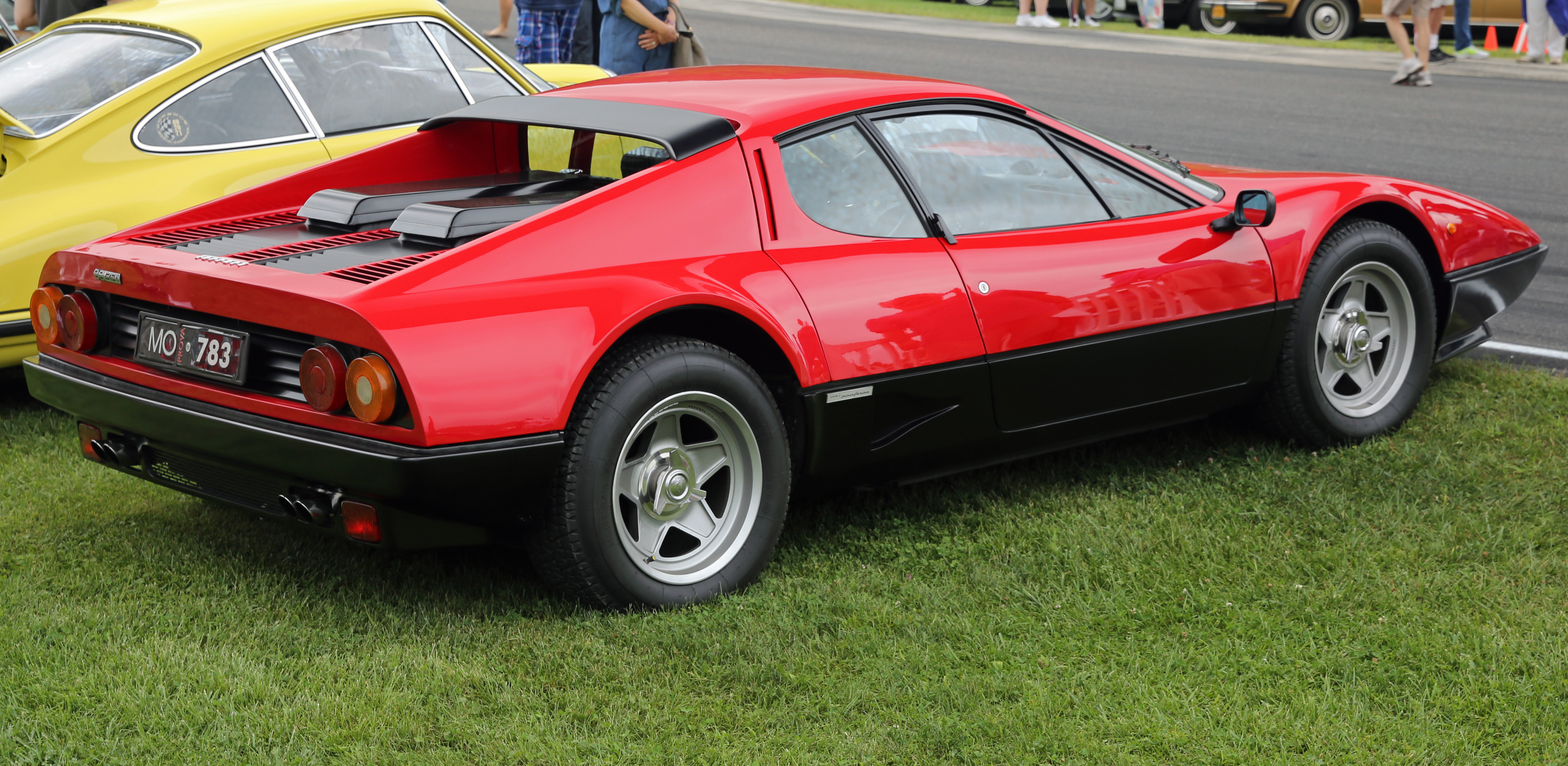
Ferrari 512i BB

На моделі 512i BB, представленої в 1981 році, карбюратори замінив інжектор Bosch K-Jetronic.
Потужність мотора знизилася до 340 к.с. при 6000 об/хв (Хоча за деякими, неточними даними, вона була як і у карбюраторною BB - 360 к.с.). Крутний момент залишився колишнім - 451 Нм, але пік припадав тепер на трохи менші обороти - 4200 об/хв.

### Двигуни
- 4.9 L F110A FI F-12 340 к.с. при 6000 об/хв 451 Нм при 4200 об/хв

## BB LM

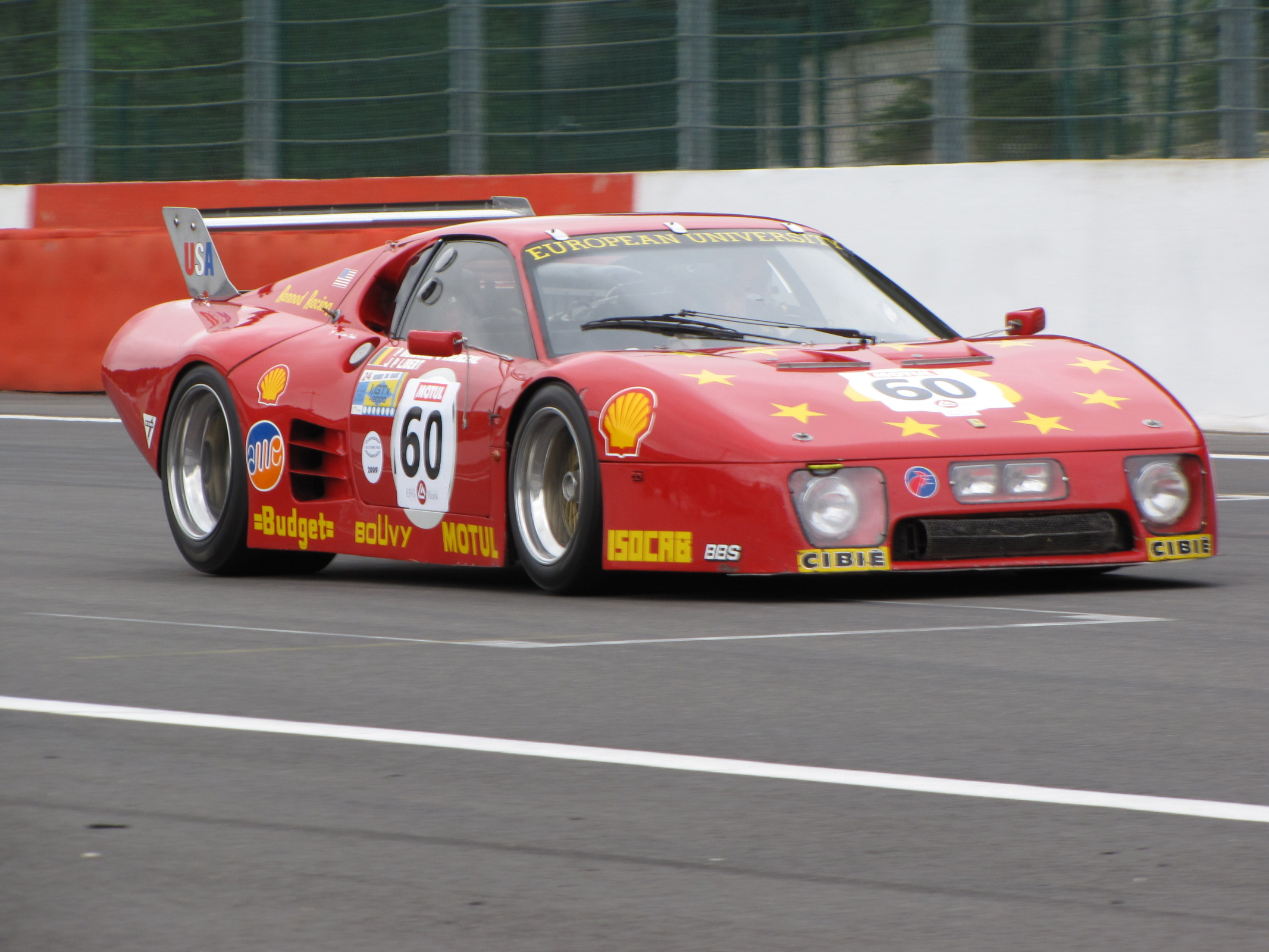
Ferrari 512 BB LM

У 1974 році Північноамериканська гоночна команда Луїджі Чінетті (NART) розробила гоночний варіант 365 GT4 BB, щоб замінити модель Дейтона команди для використання у спортивних гонках. Автомобіль NART дебютував на гонці 24 години Дейтони в 1975 році, перш ніж зайняти шосте місце в гонці 12 години Себрінга через два місяці. NART продовжував використовувати машину в 1978 році, до цього часу Ferrari розпочала власну розробку гоночного варіанту оновленого 512 BB. Відділ допомоги клієнтам Ferrari значно змінив чотири 512 в 1978 році, додавши ширші колісні арки, оперення і повторно використовуючи задні крила автомобілів Ferrari 312T2 Формули-1. Потужність від двигуна була збільшена до 440 к.с. (328 кВт), тоді як вага автомобілів зменшилася приблизно до 1200 кг (2646 фунтів). Чотири машини, названі Ferrari BB LM, були виведені Чарльзом Поцци, Екурі Франкоршам та NART в 1978 році на гонці 24 години Ле-Мана, але жодна не змогла завершити гонку.
Після виходу з ладу першої партії, Ferrari працювала над вдосконаленням BB LM за допомогою другої програми розвитку наприкінці 1978 року. Карбюратори двигунів були замінені електронною системою впорскування палива для збільшення потужності до 470 к.с. (350 кВт) згодом система, адаптована до 512 BBi. Кузов перших BB LM був замінений новим дизайном, розробленим Pininfarina, який був на 16 дюймів (41 см) довшим і не переносив жодну з оригінальних стильових сигналів. Спливаючі фари тепер були замінені нерухомими блоками, інтегрованими у фасцію, в той час як хвіст був подовжений на максимум, дозволений правилами. Дев'ять цих переглянутих BB LM були побудовані Ferrari в 1979 році, а ще вдосконалена серія з шістнадцяти автомобілів була побудована з 1980 по 1982 рр. Серед найкращих досягнень BB LM була п'ята загальна і перша в класі GTX перемога в 1981 році на гонці 24 години Ле-Мана.